# Grażyna Rabsztyn
Grażyna Józefa Rabsztyn, poljska atletinja, * 20. september 1952, Vroclav, Poljska.
Nastopila je na poletnih olimpijskih igrah v letih 1972, 1976 in 1980, osvojila je dve peti in osmo mesto v teku na 100 m z ovirami ter sedmo mesto v štafeti 4x100 m. Na evropskih dvoranskih prvenstvih je osvojila zaporedna naslova prvakinje v teku na 60 m z ovirami v letih 1975 in 1976 ter štiri srebrne in eno bronasto medaljo. Dvakrat zapored je postavila svetovni rekord v teku na 100 m z ovirami, ki ga je držala med letoma 1978 in 1986.